# Koha (mjukvara)
Koha är ett open source Integrated Library System (ILS), som används globalt av privat-, allmänna-, forsknings-, företags-, skol- samt universitetsbibliotek. Namnet Koha kommer ursprungligen från Māorispråkets ord för gåva eller donation.

## Egenskaper
Koha är ett webbaserat bibliotekssystem med en SQL databas i grunden (MySQL rekommenderas) med katalogdata som lagras i MARC-format och som är tillgänglig via Z39.50 eller SRU. Användargränssnittet är till hög grad konfigurerbart och adaptivt och har översatts till flera olika språk. Koha har de flesta egenskaper som kan behövas i ett bibliotekssystem, däribland:
- Cirkulation och låntagarhantering
- Konfigurerbara sökningar
- Tidskriftssystem för magasin och tidningar
- Möjligheten att hantera obegränsat antal filialer, låntagare, låntagarkategorier, objekttyper, objekt, valutor och annan data
- Diverse Web 2.0 funktioner som taggning, kommentering, delning och RSS-flöden
- Komplett inköpssystem som inkluderar budget och prisinformation (däribland leverantörsregister och valutaomvandling)
- Enkelt inköpssystem för det mindre biblioteket
- Rapportering med SQL gränssnitt
- Läslistor för medlemmar
- Offline cirkulation

## Historia
Koha skapades 1999, i Nya Zeeland, av Katipo Communications för Horowhenua Library Trust. Den första installationen lanserades i januari år 2000.
Redan år 2000 började företag att erbjuda kommersiell support för Koha och idag finns det mer än 20 företag som supporterar Koha.
År 2001 började Paul Poulain (från Marseille, Frankrike) att lägga till flera nya egenskaper till Koha, den kanske viktigaste var stödet för flera språkversioner. Vid år 2010 har Koha översatts från engelska även till svenska, franska, kinesiska, arabiska, och många fler språk. Stödet för katalogisering och sökstandarder som MARC och Z39.50 lades till år 2002.  År 2007 bildade Paul Poulain företaget BibLibre som delägare.

## Internationella konferenser
- KohaCon 2006, 2–3 maj, Paris, Frankrike
- KohaCon 2009, 15–17 april, Plano, Texas, USA[9]
- KohaCon 2010, 25 oktober - 2 november, Wellington, Nya Zeeland[10]
- KohaCon 2011, okt. 31 - nov. 6, Thane, Indien
- KohaCon 2012, juni 5–11, Edinburgh, Storbritannien[11]
- KohaCon 2013, oktober 16–22 Reno, Nevada[12]
- KohaCon 2014, oktober 6–11 Cordoba, Argentina[13]
- KohaCon 2015, oktober 19-25 Ibadan, Nigeria[14]
- KohaCon 2016, maj 30 - juni 4 Thessaloniki, Grekland[15]
- KohaCon 2017, juni 19 - juni 23 Makati, Filippinerna[16]
- KohaCon 2018, september 10 - september 16 Portland, Oregon USA[17]
- KohaCon 2019, maj 20 - maj 26 Dublin, Irland[18]
- KohaCon 2020 oktober 19- oktober 25 Wellington, Nya Zeeland [19]

## Nuvarande status
Den senaste släppta stabila utgåvan av Koha är 19.11
Koha är ett mycket aktivt projekt. Enligt ohloh, så har den ett [v]ery large, active development team and a [m]ature, well-established codebase. Analysen av kodbasen kan vara missledande eftersom Koha lagrar sitt användargränssnitt på sidan om sin källkod och ohloh ser inte detta i sin analys.

## Utmärkelser och priser
- 2000 vinnare av Not for Profit delen av 2000 Interactive New Zealand Awards[22]
- 2000 vinnare av LIANZA / 3M priset för Innovation in Libraries[23]
- 2003 vinnare av the public organisation section av Les Trophées du Libre
- 2004 vinnare av Use of IT in a Not-for-Profit Organisation Computerworld Excellence Awards [24]
- 2014 finalist i Open Source Software Project New Zealand Open Source Awards [25]